# Повіт Такі
Пові́т Та́кі (яп. 桑名郡, くわなぐん, МФА: [takʲi guɴ]) — повіт у префектурі Міє, Японія.